# Лодер, Джон
Джон Лодер (англ. John Loder), имя при рождении Уильям Джон Мюир Лоу (англ.  William John Muir Lowe; 3 января 1898 года — 26 декабря 1988 года) — британский и американский актер 1920—1960-х годов.
Лодер начинал свою кинокарьеру в Германии, после чего снимался в Великобритании, Франции, США и Аргентине. К числу наиболее значимых картин с участием Лодера относятся фильмы «Частная жизнь Генриха VIII» (1933), «Саботаж» (1936), «Человек, изменивший свой разум» (1936), «Копи царя Соломона» (1937), «Угрозы» (1939), «Как зелена была моя долина» (1941), «Вперёд, путешественник» (1942), «Джентльмен Джим» (1942), «Верная подруга» (1943), «Путь в Марсель» (1944), «Обесчещенная леди» (1947) и «День Гидеона» (1958).
В 1947 году Лодер стал гражданином США.

## Ранние годы. Служба в армии
Джон Лодер родился 3 января 1898 года в Лондоне, Великобритания, в семье генерала британской армии сэра Уильяма Лоу. Его имя при рождении — Джон Мюир Лоу (англ. John Muir Lowe). После окончания Итонского колледжа Лодер поступил в Королевскую военную академию Сэндхёрст.
С началом Первой мировой войны Лодер пошёл служить лейтенантом в знаменитый полк королевских гусар, который по характеру своей деятельности напоминал современных коммандос. После четырёх месяцев подготовки он был направлен в боевые части на фронт в качестве самого молодого боевого офицера в британской армии. На войне он был удостоен множества медалей. Он участвовал в боях на многих фронтах в Северной Африке, Франции и в Галлиполи, Турция. Весной 1918 года он был ранен и взят в немецкий плен в Амьене во Франции.
После заключения перемирия Лодер был освобождён. Он остался в Германии, где занялся бизнесом, но благодаря случайному знакомству с режиссёром Александром Кордой оказался в кино.

## Карьера в кинематографе
Впервые Лодер появился на экране в эпизодических ролях танцора (без указания в титрах) в двух немецких фильмах Александра Корды — комедии «Без ума от танцев» (1925) и мелодраме «Мадам не хочет детей» (1926), в которых танцевальные роли исполняла также Марлен Дитрих. После ещё восьми эпизодических ролей Лодер сыграл значимую роль виконта в немецком фильме ужасов «Альрауне» (1928). В 1928 году Лодер ненадолго вернулся в Великобританию, где сыграл одну из главных ролей лорда в мелодраме «Первенец» (1928).
С появлением звукового кино в 1929 году Лодер уехал в Голливуд, где в первых же год снялся в девяти фильмах, включая мелодраму Йозефа фон Штернберга «Дело Лены Смит» (1929), где у него была эпизодическая роль, и криминальную мелодраму «Рэкетир» (1929) с Кэрол Ломбард. Более существенные роли второго плана Лодер сыграл в криминальных фильмах «Нечестивая ночь» (1929) и «Чёрные воды» (1929), мелодраме «Её личное дело» (1929) с Энн Хардинг и вестерне «Проход на закате» (1929). Он также сыграл в мелодраме «Секрет доктора» (1929), которая стала не только первым американским фильмом Лодера, но и первым звуковым фильмом кинокомпании Paramount Pictures.
В 1930 году Лодер сыграл в шести фильмах, в том числе, одну из главных ролей в мелодраме Корды «Полевые лилии» (1930), в первом звуковом фильме из серии о собаке по кличке Рин Тин Тин «Охотник на людей» (1930) и мелодраме «Одна ночь у Сюзи» (1930), а год спустя сыграл небольшую роль в военно-морской драме Джона Форда «Море внизу» (1931).
В 1932 году Лодер вернулся в Великобританию, где сыграл одну из главных ролей в комедии Корды «Репетиция свадьбы» (1932). Ещё год спустя актёр сыграл возлюбленного Анны Клевской (Эльза Ланчестер) в успешной исторической мелодраме Корды «Частная жизнь Генриха VIII» (1933) с Чарльзом Лоутоном в заглавной роли. Картина была номинирована на «Оскар» как лучший фильм, а Лоутон получил награду как лучший актёр. В том же году Лодер сыграл заметные роли второго плана в комедии «Ты заставил меня полюбить тебя» (1933), в англо-французской военной драме «Битва» (1933, англоязычная версия картины вышла в 1934 году) с Шарлем Буайе и главную роль в спортивной мелодраме «Деньги за скорость» (1933), где его партнёршей была Айда Лупино.
В 1934 году вышло восемь фильмов, в которых Лодер играл одну из главных ролей, среди них историческая приключенческая мелодрама «Лорна Дун» (1935), которая, по словам кинокритика Джеральда Фрейзера, «считается лучшим британским фильмом актёра». В музыкальной комедии «Любовь, жизнь и смех» (1934) Лодер сыграл короля небольшой европейской страны, у которого начинается роман в дочерью лондонского трактирщика. На следующий год Лодер сыграл главные роли в трёх фильмах, наиболее значимым среди которых стала криминальная мелодрама «Молчащий пассажир» (1935).
Среди пяти фильмов Лодера 1936 года наиболее заметным стал шпионский триллер Альфреда Хичкока «Саботаж» (1936), в котором актёр сыграл одну из главных ролей агента Скотленд-Ярда под прикрытием, который следит за предполагаемыми террористами. Кинокритик «Нью-Йорк таймс» Фрэнк Ньюджент высоко оценил работу Хичкока, а также актёрскую игру основных исполнителей, отметив, что Лодер «идеален в роли романтичного сержанта из Скотленд-Ярда».
В том же году вышел фильм ужасов «Человек, изменивший свой разум» (1936) с Борисом Карлоффом в роли обезумевшего гениального учёного, которому удаётся на время поменяться телами с молодым сыном своего главного спонсора (сына играет Лодер) в надежде жениться на своей привлекательной ассистентке. Лодер также сыграл одну из главных ролей князя Лобковица в биографической мелодраме о Вольфганге Амадее Моцарте «Кого любят Боги» (1936).
В 1937 году наиболее заметной работой Лодера стал приключенческий фильм Роберта Стивенсона «Копи царя Соломона» (1937) с Седриком Хардвиком в роли Аллана Квотермейна. В этой картине Лодер исполнил одну из главных ролей английского аристократа, который прибыл в Южную Африку в поисках приключений, и в итоге нашёл не только сокровища, но и любовь главной героини (Анна Ли). В том же году вышла криминальная мелодрама «Нон-стоп Нью-Йорк» (1937), в которой партнёрами Лодера снова были Стивенсон и Анна Ли. В этой картине Лодер сыграл главную роль детектива, который спасает важную свидетельницу (Ли) на борту самолёта, летящего в Нью-Йорк. Также у Лодера была заметная роль в исторической криминальной ленте Роя Уильяма Нилла «Доктор Син» (1937) о контрабандной деятельности капитана пиратов Клегга.
В 1938 году вышла французская романтическая мелодрама Мориса Турнёра «Катя» (1938) о романе российского императора Александра II (его роль исполнил Лодер) и княгини Долгорукой (Даниель Дарьё). В том же году Лодер исполнил главные роли в английской комедии «Старый Боб» (1938) и французской «Мир на Рейне» (1938). После двух британских криминальных драм «Убийство выйдет наружу» (1939) и «Безмолвная битва» (1939), а также французской предвоенной драмы «Угрозы» (1939), где Лодер сыграл главные роли, актёр решил продолжить карьеру в Голливуде.
В течение последующих семи лет Лодер играл в Голливуде главные роли в фильмах категории В и роли второго плана в крупных проектах, однако так и не достиг того звёздного статуса, который был у него в Британии. В 1940 году Лодер сыграл в четырёх картинах. В частности, был вором драгоценностей в криминальной мелодраме «Приключение с бриллиантами» (1940) и доктором — в приключенческой ленте «Бриллиантовый рубеж» (1940), действие обоих фильмов происходит в Южной Африке. Кроме того, он сыграл заглавную роль частного детектива в картине «Познакомьтесь с Максвеллом Арчером» (1940).
Как пишет кинообозреватель Джеральд Фрейзер, критики считают одной из лучших актёрских работ Лодера роль старшего сына патриарха валлийского шахтёрского семейства на рубеже 19-20 веков в мелодраме «Как зелена была моя долина» (1941). Фильм завоевал пять «Оскаров», в том числе, как лучший фильм, а Джон Форд получил «Оскар» как лучший режиссёр. Лодер также сыграл в двух менее значимых картинах. У него была двойная роль банкира и банковского вора в криминальной ленте «Скотленд-Ярд» (1941) и роль британского офицера в военной мелодраме «Подтвердить или опровергнуть» (1941).
По словам Фрейзера, другой лучшей работой Лодера была роль в мелодраме «Вперёд, путешественник» (1942) с Бетт Дейвис в главной роли. В том же году вышла боксёрская драма с Эрроллом Флинном «Джентльмен Джим» (1942) и военная драма «Орлиная эскадрилья» (1942), в которых Лодер сыграл важные роли второго плана.
Лодер сыграл важную роль ещё в одной мелодраме с Дейвис «Верная подруга» (1943), сыграв отвергнутого мужа известной, но психически нестабильной писательницы (Мириам Хопкинс). В том же году у Лодера былиглавные роли в нескольких фильмах категории В, среди них фильме ужасов «Таинственный доктор» (1943), приключенческая лента «Приключение в Ираке» (1943), приключенческий экшн «Человек-горилла» (1943) и детектив «Убийство в порту» (1943).
Следующим крупным фильмом Лодера стала приключенческая военная драма Майкла Кёртиса «Путь в Марсель» (1944) с Хамфри Богартом в главной роли, где Лодер сыграл важную роль военного корреспондента. В психологической мелодраме «Косматая обезьяна» (1944) Лодер сыграл одну из главных положительных ролей инженера корабля, которого соблазняет богатая бездельница (Сьюзен Хэйворд).
В 1945 году Лодер сыграл главные роли в четырёх фильмах категории В — приключенческой ленте Роберта Уайза «Смертельная игра» (1945), криминальной драме «Брайтонский душитель» (1945), хоррор-детективе «Женщина, которая вернулась» (1945) и фильме нуар «Ревность» (1945), в котором предстал в образе очаровательного доктора, который спасает свою подругу, несправедливо осуждённую за убийство своего мужа, и находит истинного убийцу.
На следующий год Лодер сыграл главную отрицательную роль префекта полиции Де Вильфора в малобюджетной приключенческой мелодраме «Жена Монте-Кристо» (1946). Ещё год спустя в фильме нуар «Обесчещенная леди» (1947) актёр исполнил одну из главных ролей богатого владельца ювелирной империи, в убийстве которого обвиняют его бывшую любовницу (Хэди Ламарр). Фильм привлёк к себе внимание прежде всего участием Ламарр, которая в тот момент была женой Лодера, и с которой он развёлся после окончания фильма.
В 1947 году Лодер стал гражданином США.

## Карьера в театре и на телевидении
В сезоне 1947—1948 годов Лодер играл на Бродвее в спектакле «Ради любви или денег».
С 1949 года Лодер начал работать на телевидении, где и провёл большую часть следующего десятилетия. Среди его работ на телевидении — роли в эпизодах сериалов «Серебряный театр» (1949), «Телетеатр „Шевроле“» (1950), «Семейный театр „Пруденшиал“» (1950), «Шоу Билли Роуза» (1950), «Роберт Монтгомери представляет» (1951), «Телевизионный театр ITV» (1955), «Граф Монте-Кристо» (1956), «Смерть первой леди» (1956, мини-сериал), «Зал звёзд „Шеврон“» (1956) и «Новые приключения Джеки Чена» (1957).

## Возвращение в кинематограф
В 1957 году Лодер возобновил кинокарьеру, которая однако явно пошла на спад. Он сыграл роль второго плана в мелодраме «История Эстер Костелло» (1957) с Джоан Кроуфорд и одну из главных ролей в британской комедии «Маленькая гостиница» (1957). Год спустя Лодер появился в двух совместных американо-британских фильмах, которые снимались в Лондоне — криминальной комедии «День Гидеона» (1958) и шпионском триллере «Секретный человек» (1958).
После этих фильмов Лодер ушёл из кино и перебрался на ранчо своей жены в Аргентину, вернувшись на большой экран лишь дважды: в 1965 году он сыграл в аргентинском фильме «Там, где шумит ветер» (1965), а в 1970 году — в британской криминальной драме «Огнеборцы» (1970), которая стала его последним фильмом.

## Актёрское амплуа и оценка творчества
По словам историка кино Гэри Брамбурга, Лодер был «высоким, элегантным, безукоризненно ухоженным британским актёром», которого отличали «аристократический вид» и «привлекательная внешность». Обозреватель «Лос-Анджелес таймс» Берт Фолкарт охарактеризовал Лодера как «аристократического вида, галантного романтического исполнителя главных ролей», который снимался на протяжении более чем трёх десятилетий. Как отметил обозреватель «Нью-Йорк таймс» Джеральд Фрейзер, «Лодер, актёрская карьера которого охватила более чем 30 лет в британском и американском кино, высоко ценился главным образом за красивую внешность и впечатляющее телосложение».
Начав карьеру в немом немецком кинематографе, с 1929 года Лодер сыграл главные и значимые роли в нескольких американских фильмах в диапазоне от вестернов до триллеров. Хотя его британское происхождение и соответствующее происхождение обещали многое, однако, как полагает Брамбург, «на американский вкус он был немного закрытым и сухим». В результате в 1932 году Лодер вернулся в Великобританию, где «украсил своё резюме роскошными, княжескими главными ролями в комедиях и мелодрамах». В 1940 году Лодер вернулся в Америку, где на протяжении семи лет исполнял главные роли в жанровых фильмах категории В, а иногда играл роли второго плана в фильмах категории А, часто представая в образе разного рода аристократов.
По словам Фолкарта, «в общей сложности Лодер сыграл более чем в 60 голливудских фильмах. Наверное, лучше всего его помнят по роли старшего сына в фильме „Как зелена была моя долина“, фильму нуар „Обесчещенная леди“, где он играл вместе с Хэди Ламарр, и по слезливой классике „Вперёд, путешественник“ с Бетти Дейвис в главной роли».
Как отмечает Фолкарт, «за пределами экрана Лодер был часто не менее увлекателен в образе курящего трубку расслабленного джентльмена в твиде, которого он обычно изображал на экране».

## Личная жизнь
Джон Лодер был женат пять раз. Его первой женой была Софи Кабель, в браке с которой родился один ребёнок. С 1936 по 1941 год он был женат на актрисе Мишлен Шерель, в этом браке также родился один ребёнок. Брак закончился разводом. Третьей женой Лодера была голливудская кинозвезда Хэди Ламарр, с которой он прожил с 1943 года вплоть до развода с 1947 году. В этом браке родилось 2 детей. В 1949—1955 годах он был женат на Эвелин Ауф Мордт, а с 1958 года и до развода в 1972 году Лодер бы женат на вдове богатого аргентинского скотовладельца Альбе Хулии Ламарсино, и некоторое время даже прожил в Аргентине. Этот брак также закончился разводом.
В 1977 году Лодер опубликовал автобиографию «Голливудский гусар».

## Смерть
Джон Лодер умер 26 декабря 1988 года в Лондоне, Великобритания, в возрасте 90 лет.

## Фильмография
| Год        |     | Русское название                   | Оригинальное название                                         | Роль                            |
| ---------- | --- | ---------------------------------- | ------------------------------------------------------------- | ------------------------------- |
| 1925       | ф   | Моя жена танцовщица                | Der Tänzer meiner Frau                                        | танцор (в титрах не указан)     |
| 1926       | ф   | Мадам не хочет детей               | Madame wünscht keine Kinder                                   | танцор (в титрах не указан)     |
| 1927       | ф   | Последний вальс                    | Der letzte Walzer                                             | )                               |
| 1927       | ф   | Великий неизвестный                | Der große Unbekannte                                          | доктор Ральф Халлам             |
| 1927       | ф   | Белый паук                         | Die weiße Spinne                                              | лорд Грей                       |
| 1927       | ф   | Альрауне                           | Alraune                                                       | виконт                          |
| 1928       | ф   | Вольноотпущенник                   | Freiwild                                                      | старший лейтенант фон Ронштедт  |
| 1928       | ф   | Если мать и дочь                   | Wenn die Mutter und die Tochter...                            |                                 |
| 1928       | ф   | Первенец                           | The First Born                                                | лорд Дэвид Харборо              |
| 1928       | ф   | Адам и Ева                         | Adam und Eva                                                  |                                 |
| 1928       | ф   | Наследник Казановы                 | Casanovas Erbe                                                |                                 |
| 1929       | ф   | Тайна доктора                      | The Doctor's Secret                                           | Хью Пейтон                      |
| 1929       | ф   | Проход на закате                   | Sunset Pass                                                   | Эшли Престон                    |
| 1929       | ф   | Чёрные воды                        | Black Waters                                                  | Чарльз                          |
| 1929       | ф   | Безобразная ночь                   | The Unholy Night                                              | капитан Дорчестер               |
| 1929       | ф   | Её личное дело                     | Her Private Affair                                            | Карл Вильд                      |
| 1929       | ф   | Люби, живи и смейся                | Love, Live and Laugh                                          | доктор Прайс                    |
| 1929       | ф   | Рэкетир                            | The Racketeer                                                 | Джек Оукхёрст                   |
| 1929       | ф   | Богатые люди                       | Rich People                                                   | капитан Денфорт                 |
| 1929       | кор | Дело Лены Смит                     | The Case of Lena Smith                                        | (в титрах не указан)            |
| 1930       | ф   | Полевые лилии                      | Lilies of the Field                                           | Уолтер Харкер                   |
| 1930       | ф   | Тайна второго этажа                | The Second Floor Mystery                                      | младший брат Фрейзера-Фрира     |
| 1930       | ф   | Охотник на людей                   | The Man Hunter                                                | Джордж Касл                     |
| 1930       | ф   | Любимые и жёны                     | Sweethearts and Wives                                         | Сэм Уортингтон                  |
| 1930       | ф   | Ночь у Сьюзи                       | One Night at Susie's                                          | Хэйис                           |
| 1930       | ф   | Ты там?                            | Are You There?                                                | (в титрах не указан)            |
| 1931       | ф   | Ниже уровня моря                   | Seas Beneath                                                  | Франц Шиллер                    |
| 1931       | кор | Субботние вылазки                  | On the Loose                                                  | мистер Лодер                    |
| 1932       | ф   | Репетиция свадьбы                  | Wedding Rehearsal                                             | Джон Хопкинс, или Бимбо         |
| 1933       | ф   | Битва                              | La bataille                                                   | Херберт Ферган                  |
| 1933       | ф   | Ты заставил меня любить тебя       | You Made Me Love You                                          | Гарри Берн                      |
| 1933       | ф   | Частная жизнь Генриха VIII         | The Private Life of Henry VIII                                | Пейнелл                         |
| 1933       | ф   | Парижский самолёт                  | Paris Plane                                                   |                                 |
| 1933       | ф   | Деньги за скорость                 | Money for Speed                                               | Митч                            |
| 1934       | ф   | Любовь, жизнь и смех               | Love, Life and Laughter                                       | принц Чарльз                    |
| 1934       | ф   | Купание в деньгах                  | Rolling in Money                                              | лорд Гоуторп                    |
| 1934       | ф   | Битва                              | The Battle                                                    | Ферган                          |
| 1934       | ф   | Предупредить Лондон                | Warn London                                                   | инспектор Йорк / Барракло       |
| 1934       | ф   | Дикарка                            | Java Head                                                     | Геррит Эммидон                  |
| 1934       | ф   | Моя песня идет по миру             | My Song Goes Round the World                                  | Рико                            |
| 1934       | ф   | Лорна Дун                          | Lorna Doone                                                   | Джон Ридд                       |
| 1934       | ф   | Идём с песней                      | Sing As We Go                                                 | Хью Филлипс                     |
| 1935       | ф   | Молчаливый пассажир                | The Silent Passenger                                          | Джон Райдер                     |
| 1935       | ф   | Это случилось в Париже             | It Happened in Paris                                          | Пол                             |
| 1935       | ф   | Кого боги любят                    | Whom the Gods Love: The Original Story of Mozart and His Wife | князь Лобовитц                  |
| 1936       | ф   | Это случилось в Париже             | It Happened in Paris                                          | Пол                             |
| 1936       | ф   | Королева сердец                    | Queen of Hearts                                               | Дерек Купер                     |
| 1936       | ф   | Мы одни                            | Ourselves Alone                                               | капитан Уилтшир                 |
| 1936       | ф   | Мелодия вины                       | Guilty Melody                                                 | Ричард Купер                    |
| 1936       | ф   | Человек, изменивший свой разум     | The Man Who Changed His Mind                                  | Дик Хейзлвуд                    |
| 1936       | ф   | Саботаж                            | Sabotage                                                      | Тед Спенсер                     |
| 1937       | ф   | Нью-Йорк нон-стоп                  | Non-Stop New York                                             | инспектор Джим Грант            |
| 1937       | ф   | Копи царя Соломона                 | King Solomon's Mines                                          | сэр Генри Кёртис                |
| 1937       | ф   | Доктор Син                         | Doctor Syn                                                    | Денис Кобтри                    |
| 1937       | ф   | По секретному приказу              | Under Secret Orders                                           | лейтенант Питер Карр            |
| 1938       | ф   | Старый Боб                         | Owd Bob                                                       | Дэвид Мур                       |
| 1938       | ф   | Катя                               | Katia                                                         | царь Александр II               |
| 1938       | ф   | Мир на Рейне                       | Paix sur le Rhin                                              | Эмилия Шеффер                   |
| 1939       | ф   | Угрозы                             | Menaces                                                       | Дик Стоун                       |
| 1939       | ф   | Безмолвная битва                   | The Silent Battle                                             | Бордье                          |
| 1940       | ф   | Убийство выйдет наружу             | Murder Will Out                                               | доктор Пол Реймонд              |
| 1940       | ф   | Познакомьтесь с Максвеллом Арчером | Meet Maxwell Archer                                           | Максвелл Арчер                  |
| 1940       | ф   | Приключение с бриллиантами         | Adventure in Diamonds                                         | Майкл Баркли                    |
| 1940       | ф   | Бриллиантовый рубеж                | Diamond Frontier                                              | доктор Чарльз Клейтон           |
| 1940       | ф   | Тин Пэн Элли                       | Tin Pan Alley                                                 | Реджи Карстейр                  |
| 1941       | ф   | Скотленд-Ярд                       | Scotland Yard                                                 | сэр Джон Лэшер                  |
| 1941       | ф   | Одна ночь в Лиссабоне              | One Night in Lisbon                                           | командор Питер Уомсли           |
| 1941       | ф   | Как зелена была моя долина         | How Green Was My Valley                                       | Ианто                           |
| 1941       | ф   | Подтверди или опровергни           | Confirm or Deny                                               | капитан Лайонел Ченнинг         |
| 1942       | ф   | Орлиная эскадрилья                 | Eagle Squadron                                                | Пэдди Карсон                    |
| 1942       | ф   | Вперёд, путешественник             | Now, Voyager                                                  | Эллиот Ливингстон               |
| 1942       | ф   | Джентльмен Джим                    | Gentleman Jim                                                 | Карлтон Де Витт                 |
| 1943       | ф   | Бандит                             | The Gorilla Man                                               | капитан Крейг Киллиан           |
| 1943       | ф   | Таинственный доктор                | The Mysterious Doctor                                         | сэр Генри Леланд                |
| 1943       | ф   | Убийство в порту                   | Murder on the Waterfront                                      | лейтенант-командор Холбрук      |
| 1943       | ф   | Приключение в Ираке                | Adventure in Iraq                                             | Джордж Торренс                  |
| 1943       | ф   | Верная подруга                     | Old Acquaintance                                              | Престон Дрейк                   |
| 1944       | ф   | Путь в Марсель                     | Passage to Marseille                                          | Мэннинг                         |
| 1944       | ф   | Косматая обезьяна                  | The Hairy Ape                                                 | Тони Лазар                      |
| 1944       | ф   | За рубежом с двумя янки            | Abroad with Two Yanks                                         | сержант Сирил Норт              |
| 1945       | ф   | Брайтонский душитель               | The Brighton Strangler                                        | Реджинальд Паркер / Эдвард Грей |
| 1945       | ф   | Ревность                           | Jealousy                                                      | доктор Дэвид Брент              |
| 1945       | ф   | Смертельная игра                   | A Game of Death                                               | Дон Рейнсфорд                   |
| 1945       | ф   | Женщина, которая вернулась         | Woman Who Came Back                                           | доктор Мэтт Адамс               |
| 1946       | ф   | Сражающийся гвардеец               | The Fighting Guardsman                                        | сэр Джон Тэнли                  |
| 1946       | ф   | Жена Монте-Кристо                  | The Wife of Monte Cristo                                      | Де Вильфор, префект полиции     |
| 1946       | ф   | Ещё одно завтра                    | One More Tomorrow                                             | Оуэн Артур                      |
| 1946       | с   | Отбой                              | Lights Out                                                    | (1 эпизод)                      |
| 1947       | ф   | Обесчещенная леди                  | Dishonored Lady                                               | Феликс Кортленд                 |
| 1949       | с   | Серебряный театр                   | The Silver Theatre                                            | (1 эпизод)                      |
| 1950       | с   | Телетеатр «Шевроле»                | The Chevrolet Tele-Theatre                                    | (1 эпизод)                      |
| 1950       | с   | Семейный театр «Пруденшиал»        | The Prudential Family Playhouse                               | Роджер Хилтон (1 эпизод)        |
| 1950       | с   | Шоу Билли Роуза                    | The Billy Rose Show                                           | (2 эпизода)                     |
| 1951       | с   | Роберт Монтгомери представляет     | Robert Montgomery Presents                                    | Престон Митчелл (1 эпизод)      |
| 1955— 1958 | с   | Виза                               | The Vise                                                      | разные роли (6 эпизодов)        |
| 1956       | с   | Зал звёзд «Шеврон»                 | Chevron Hall of Stars                                         | (1 эпизод)                      |
| 1956       | с   | Телетеатр ITV                      | ITV Television Playhouse                                      | (1 эпизод)                      |
| 1956       | с   | Граф Монте-Кристо                  | The Count of Monte Cristo                                     | барон Данглар (мини-сериал)     |
| 1956       | с   | Смерть первой леди                 | Death to the First Lady                                       | Тони Эйбел (мини-сериал)        |
| 1956       | с   | Задание: Иностранный легион        | Assignment Foreign Legion                                     | (1 эпизод)                      |
| 1957       | с   | Новые приключения Чарли Чена       | The New Adventures of Charlie Chan                            | сэр Джон Гейлорд (1 эпизод)     |
| 1957       | тф  | Убийца                             | The Assassin                                                  | суперинтендант Блэкторн         |
| 1957       | ф   | История Эстер Костелло             | The Story of Esther Costello                                  | Пол Мёрчант                     |
| 1957       | ф   | Маленькая гостиница                | Small Hotel                                                   | мистер Финч                     |
| 1957       | ф   | Женщина и охотник                  | Woman and the Hunter                                          | Митчелл Гиффорд                 |
| 1958       | ф   | День Гидеона                       | Gideon's Day                                                  | Понсфорд «Дюк»                  |
| 1958       | ф   | Тайный человек                     | The Secret Man                                                | майор Андерсон                  |
| 1958       | с   | Белый охотник                      | White Hunter                                                  | Стив Андерсон (1 эпизод)        |
| 1958       | с   | Телесценарист                      | Television Playwright                                         | Том Сондерс (1 эпизод)          |
| 1959       | с   | Звонить 999                        | Dial 999                                                      | Брюс (1 эпизод)                 |
| 1963       | ф   | Там, где шумит ветер               | Allá donde el viento brama                                    |                                 |
| 1970       | с   | Биография                          | Biography                                                     | генерал Кюгельген (1 эпизод)    |
| 1971       | ф   | Огнеборцы                          | The Firechasers                                               | Рутледж                         |